# Casanova (Cristiano Malgioglio)
Casanova è il settimo album di Cristiano Malgioglio, pubblicato dalla Yep Records e prodotto da Eliop nel 1987.
Nel disco ci sono quattro brani inediti scritti assieme a Corrado Castellari e Eliop (nome d'arte di Elio Pasquale Palumbo): Casanova, Avventuriero (scritta come sigla della trasmissione Primissima), Ma l'amore non c'entra e La voglia.
Il disco contiene anche tre cover: The Beat of the Night e This Heartless Heart, successi di Bob Geldof, e Take My Breath Away, scritta da Giorgio Moroder e Tom Whitlock per il film Top Gun e portata al successo dal gruppo dei Berlin.
Malgioglio riscrive i testi in italiano delle cover e con Take My Breath Away, diventata Toglimi il respiro, partecipa al Festivalbar con discreto successo, tanto che il brano esce anche come singolo (uno dei pochi veri successi di Malgioglio in veste di cantante).

## Tracce
1. Casanova (C. Malgioglio, Eliop)
2. Il ritmo della notte (The Beat of the Night) (Bob Geldof; testo italiano di C. Malgioglio)
3. Avventuriero (sigla della trasmissione "Primissima") (C. Malgioglio, Corrado Castellari, Eliop)
4. Toglimi il respiro (Take my Breath Away) (Giorgio Moroder, Tom Whitlock; testo italiano di C. Malgioglio)
5. Devo vendermi (This Heartless Heart) (Bob Geldof; testo italiano di C. Malgioglio)
6. Ma l'amore non c'entra (C. Malgioglio, C. Castellari, Eliop)
7. La voglia (C. Malgioglio, C. Castellari, Eliop)
8. The Beat of the Night (strumentale) (Bob Geldof)